# Мирча Елиаде
Мирча Елиаде (на румънски: Mircea Eliade) е румънски философ, културолог и писател, прочут най-вече с изследванията си върху историята на религиите и индийската култура.
Елиаде, Емил Чоран и Йожен Йонеско са наричани „великата румънска тройка“.

## Биография
Роден е на 9 март 1907 година в Букурещ, Румъния, в семейство на военен. Получава образование в престижния букурещки лицей „Спиру Харет“. На 11-годишна възраст започва да пише първите си разкази, а на 14 (през 1921 г.) публикува и първата си статия. През 1928 г. той завършва Философско-филологическия факултет на Букурещкия университет и заминава с кораб за Индия, където остава до 1932 г. Там той изучава и практикува йога, изследва фолклора и индийските култове.
Защитава докторска дисертация на тема „Сравнителна история на йогийските техники“, а след това преподава в Букурещкия университет. Изпратен е преди войната като културен аташе в Лондон и Лисабон. След разгрома на нацистка Германия, през 1945 емигрира и се установява в Париж, започвайки преподавателска работа в Сорбоната.
Периодът 1950 – 1957 г. за него е „скитнически“: чете лекции и изнася доклади в Рим, Падуа, Страсбург, Мюнхен, Франкфурт на Майн, Марбург, Цюрих и Аскона, а от 1957 до края на живота си (1986) завежда създадената специално за него катедра по история на религиите в Чикагския университет. Учен със световна известност, изследванията му са насочени към широк кръг от проблеми – древноиндийска философия, магия и окултизъм, закономерности на митологичните системи на Изтока и Запада, митологично мислене в различни исторически епохи, шаманизъм, вярвания и обреди на народите от Индонезия и Австралия, религиозен символизъм и мистика. Негов ученик е Йон Кулиано.
Мирча Елиаде пише на френски и румънски, читателският интерес към книгите му е огромен, а многобройните му трудове са преведени на всички големи езици, самият той владее 8 езика: румънски, френски, немски, италиански, английски, иврит, персийски и санскрит. Библиографията на Елиаде включва близо 1300 заглавия (книги, студии и статии).
Умира на 22 април 1986 година в Чикаго на 79-годишна възраст.